# Brzeźno (osada w powiecie człuchowskim)
Brzeźno – osada w Polsce położona w województwie pomorskim, w powiecie człuchowskim, w gminie Człuchów. 
W latach 1975–1998 miejscowość administracyjnie należała do województwa słupskiego.